# De Poffert
De Poffert is een gehucht in de Nederlandse provincie Groningen. Het telt ongeveer 15 huizen, 3 boerderijen en een kleine scheepswerf.

## Geografie
Het gehucht heeft als bijzonderheid dat het in twee gemeenten ligt. Dit komt doordat het op de kruising ligt van drie waterwegen, waar deze gemeenten bij elkaar komen. Deze waterwegen zijn het Hoendiep, de Zuidwending (vanuit het noorden; oude scheiding tussen Vredewold en Middag) en de Gave (vanuit het zuiden, ook Munnikesloot; naar de monniken uit Aduard die hierlangs naar Terheijl voeren). Het Hoendiep werd in 1597 langs De Poffert gegraven en werd in 1654 voltooid. Bij De Poffert lag vroeger een veerpont. In de 19e eeuw werd er een draaibrug geplaatst (de Oostwolmer Draai), die in 1923 (en in 2009 opnieuw) werd vervangen door een klapbrug. Het grootste deel van de bebouwing valt onder de gemeente Westerkwartier (onder Den Horn en onder Oostwold) en 1 huis (scheepswerf 'De Poffert') vormt onderdeel van de gemeente Groningen (onder Hoogkerk). In het verleden was het gehucht zelfs verdeeld over drie gemeenten (Groningen, Leek en Zuidhorn) en telde het ook drie verschillende plaatsnaamborden; het bord met 'gemeente Groningen' werd echter weggehaald nadat dit deel onderdeel werd van het bedrijventerrein Westpoort. De huizen onder Groningen en Leek vormen historisch gezien geen onderdeel van het gehucht. De streek in Groningen heet eigenlijk De Pannekoek (zie verder) en het stuk in Leek vormde vroeger mogelijk onderdeel van de buurtschap Klein-Oostwold. De ligging van De Poffert aan het Hoendiep zorgde ervoor dat er vroeger ook tol werd geheven.
In 2005 gaf de toenmalige gemeente Zuidhorn haar deel van het gehucht in het kader van de verkeersveiligheid een wat dorpser karakter door de plaatsing van snelheidsborden. Er waren ook plannen voor het aanleggen van verkeersdrempels, maar die zijn nooit uitgevoerd.

## Naam
Het gehucht is vernoemd naar boerderij annex herberg De Poffert (Gronings: De Povvert), die weer is genoemd naar poffert, een soort koeken. De boerderij is vandaag de dag aangegeven met Hoendiep 6. Net over de grens aan de Groninger zijde, aan de oostzijde van de Zuidwending, stond de herberg De Pannekoek (De Pankouk), zodat de plaats ook wel bekendstond als De Poffert en de Pannekoek. Later werd herberg De Pannekoek afgebroken en in 1992 vervangen werd door een nieuw pand met die naam. Dit pand werd in 2001 afgebroken om plaats te maken voor bedrijventerrein Westpoort. Op de plek van het pand was een nieuwe gevangenis gepland. Na twijfels vanuit Den Haag over nut en noodzaak werd dit plan echter in 2004 afgeblazen, zodat het terrein nog altijd braak ligt. Het is nu aangewezen voor natuurontwikkeling (de toekomstige 'groene brede rivier'). Aan de westzijde van de Zuidwending, in het uiterste oosten van de gemeente Zuidhorn, stond herberg De Meelpuil (of Meelzak; puil = zak). Direct ten westen daarvan zal waarschijnlijk herberg De Poffert hebben gestaan. Volgens de gemeente Zuidhorn zou er ook nog een vierde herberg met de naam De Oliebol hebben gestaan, maar deze naam komt elders niet voor en doorgaans wordt over drie herbergen gesproken.
Al deze namen houden verband met het feit dat De Poffert vroeger een belangrijke aanlegplaats voor schippers was. Met name tijdens de suikerbietencampagne lag het hier vol met trekschuiten, soms tot aan Enumatil aan toe, in afwachting van de mogelijkheid tot het lossen van de bieten. Tijdens het wachten verbleven de schippers in een van de herbergen. Gezien de namen van de herbergen aten deze schippers waarschijnlijk veel meelproducten. In 1961 sloot het toenmalige café Boer als laatste kroeg van De Poffert.

## Overige bedrijvigheid
Bij De Poffert lag in de gemeente Leek, op de hoek van het Hoendiep en de Gave, een oude scheepswerf. Deze werd in 1884 gesticht als scheepswerf De Spitse Horn (of Spitskörn) door scheepsbouwer Jacob Jans Mulder. In 1888 nam Kornalis Hortsing de werf over. In 1914 werd er aan de zuidzijde van het Hoendiep, destijds gemeente Hoogkerk, nu Groningen, een hout- en scheepswerf gebouwd. Eltje Apol, zoon van de scheepsbouwer Arend Apol uit Wirdum, begon er een krenghelling en handelde in rondhout. Na de Tweede Wereldoorlog werden er ook pramen omgebouwd tot woonarken. Het houtbedrijf Apol verhuisde naar Roden en in 1962 werd het werfperceel met omliggend weideland verkocht aan Anne Jan Venema, veehouder en zoon van een bakker op de Poffert. In de daaropvolgende jaren raakten de gebouwen ernstig in verval. In 1999 kocht Pieter Ido Wijma het werfterrein om er een scheepsreparatie- en scheepstimmerbedrijf te beginnen. Langzaamaan worden de gebouwen weer hersteld. De werf is alleen bereikbaar per veerpont. Er staat ook een oude smederij.
De nabijgelegen Zuidwendinger Molen aan Groningse zijde hoort niet bij De Poffert. Vroeger stond er in de Kleine Oostwolderpolder iets ten zuiden van De Poffert wel een molen aan zuidzijde van De Gave. Deze werd gebouwd in 1798 en onttakeld in 1926, toen er een elektrisch gemaal in het onderstel werd geplaatst. Het restant staat er nog steeds.

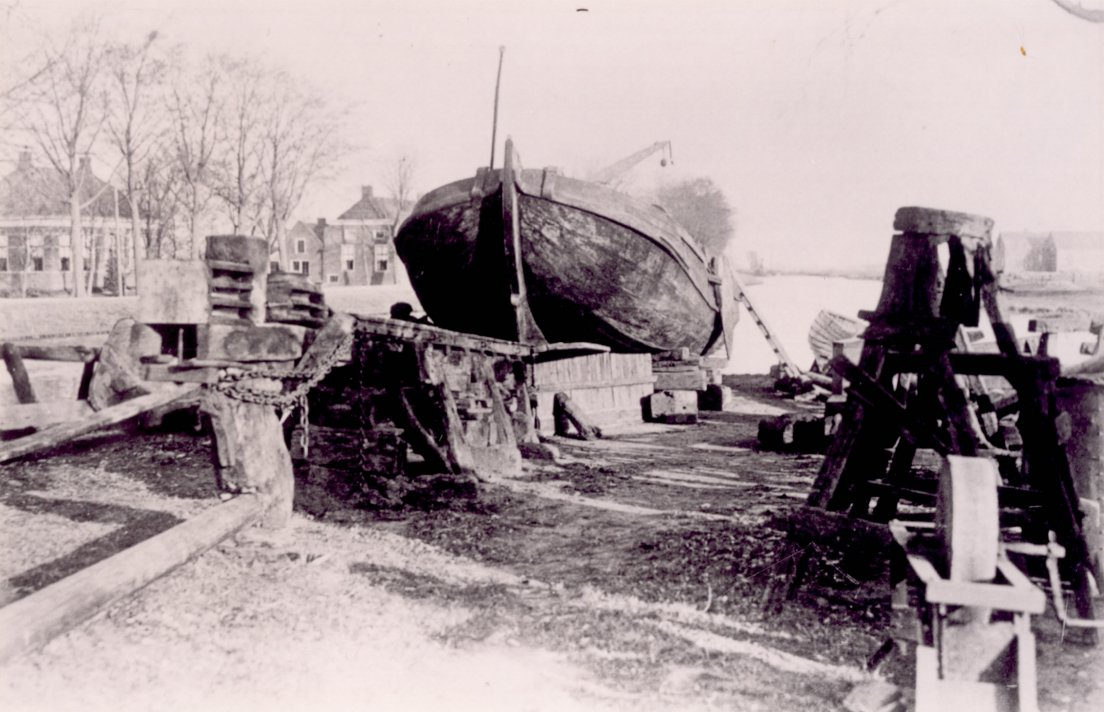
Scheepswerf De Spitse Horn rond 1900
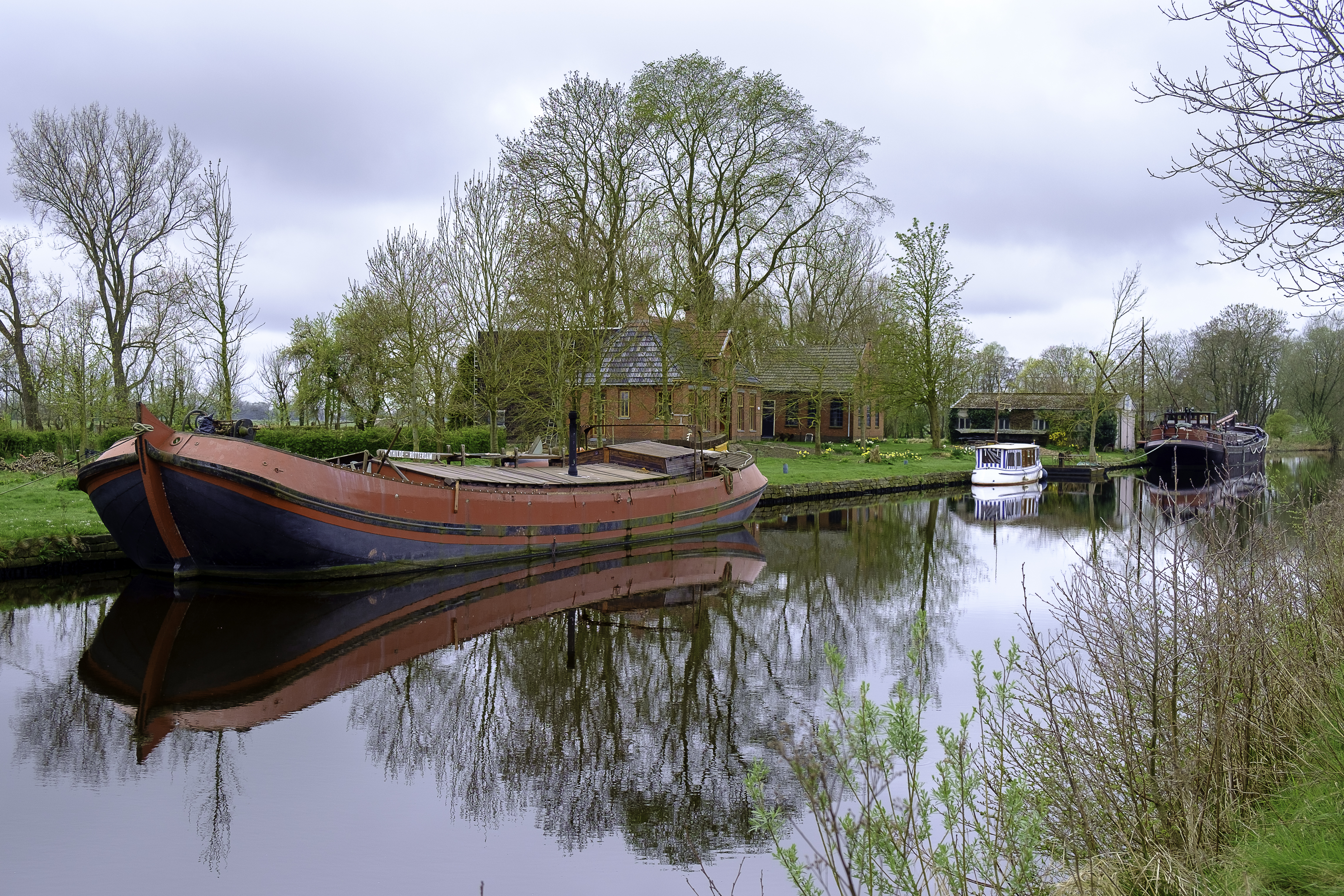
De huidige scheepswerf De Poffert
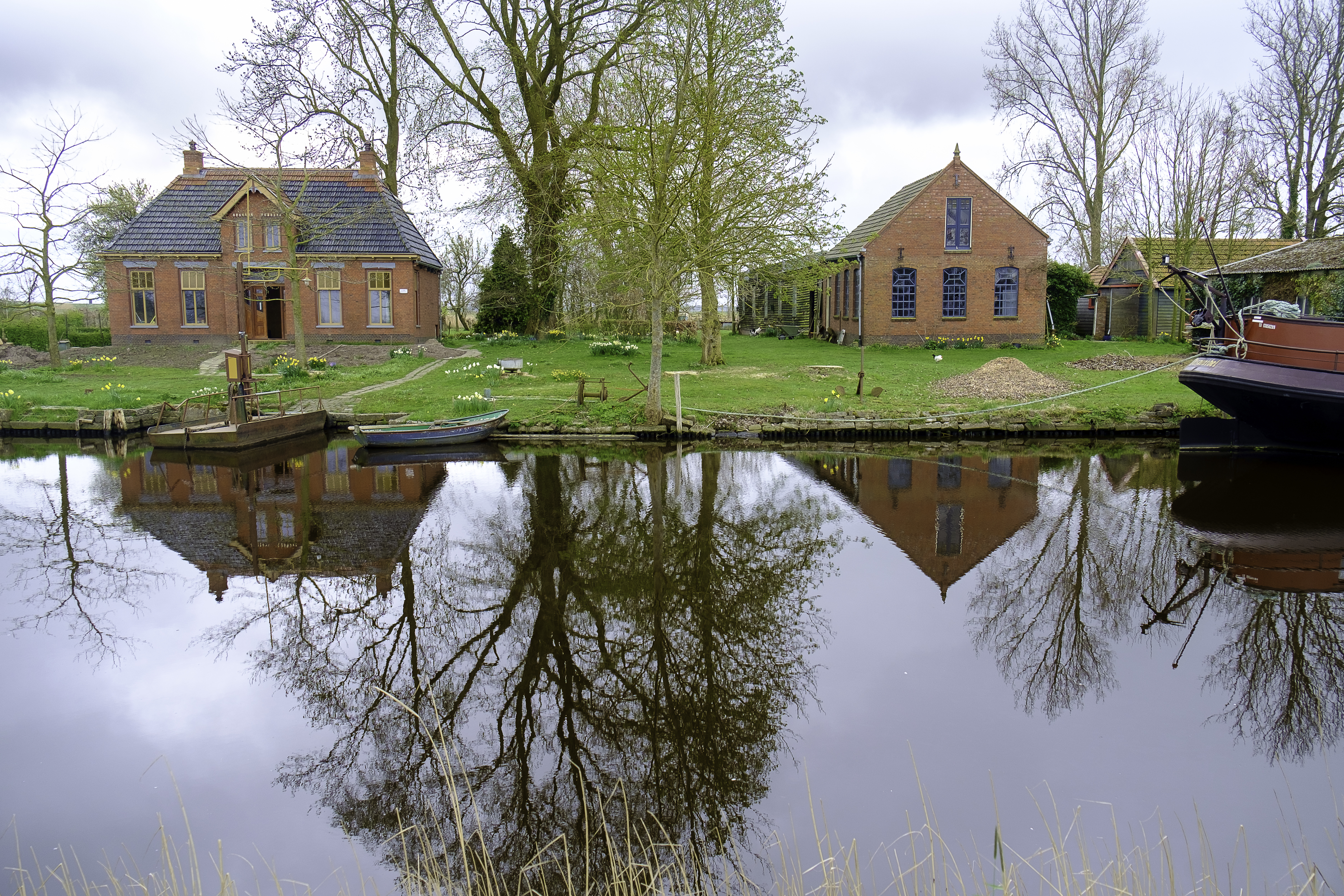
Vooraanzicht scheepswerf

## Ongeluk Van Panhuys
Ongeveer 5 kilometer ten oosten van De Poffert raakte op 6 november 1907 de koets van de familie Van Panhuys in dichte mist te water. De inzittenden waren Johan Æmilius Abraham van Panhuys (oud-Commissaris der Koningin) met echtgenote, zijn zoon Hobbe (burgemeester van Leek) met echtgenote en de huisknecht. Alle inzittenden kwamen daarbij om het leven. De koetsier wist zich te redden. Honderd jaar later is aan het diep een herinneringsmonumentje geplaatst (kruising Hoendiep met Energieweg) tijdens een tocht met oude lijkkoetsen van Groningen naar Leek.